# ブレインヴィル
ブレインヴィル（Brainville）は、ヒュー・ホッパー（ベース）とデヴィッド・アレン（ギター）が率いるイングランドのアヴァンギャルド・スーパーグループである。2人ともかつてソフト・マシーンに在籍していた。
バンドは、ピップ・パイル（ドラム）とクレイマー（ベース、音楽プロデューサー）を加えた4人組としてスタートした。1998年にニューヨークのニッティング・ファクトリーにて1晩2ステージのコンサートを行い、その数日後にクレイマーのノイズ・ニュージャージー・スタジオに行き、翌年クレイマーのシミー・ディスク・レーベルからリリースされたアルバム『チルドレンズ・クルセイド』をレコーディングした。その後、3人組に改編され、ライブ・アルバム『Brainville：Live in the UK』が「デヴィッド・アレン・ウィズ・ヒュー・ホッパー・アンド・ピップ・パイル」によって、2004年にリリースされた。
バンドは、アレン、ホッパー、クリス・カトラー（ドラム）によるブレインヴィル3として活動するようになり、2005年から2008年にかけてライブで演奏を行った。このメンバーで、2008年にライブ・アルバム『Trial by Headline』をリリースした。
このラインナップは、2006年10月のカンタベリー・フェスティバルでも演奏を行っている。

## ディスコグラフィ

### スタジオ・アルバム
- 『チルドレンズ・クルセイド』 - The Children's Crusade (1999年、Shimmy Disc)

### ライブ・アルバム
- Brainville：Live in the UK (2004年、Bananamoon Obscura)
- Live In NYC '98 (2008年、Voiceprint)
- Trial by Headline (2008年、Recommended Records) ※Brainville 3名義